# George Buford
George „Mojo“ Buford (* 10. November 1929 in Hernando, Mississippi; † 11. Oktober 2011 in Minneapolis) war ein US-amerikanischer Blues-Musiker. Bekannt wurde er vor allem als Mundharmonika-Spieler in der Band von Muddy Waters.

## Leben und Wirken
Buford lernte das Mundharmonikaspielen von seinem Vater. Mit 14 Jahren kam er nach Memphis, wo er in die Blues-Szene eintauchte. 1952 zog er nach Chicago, wo er mit Sam Burden (Schlagzeug) und Dave Members (Gitarre) die Band „The Savage Boys“ gründete. Sie lernten Muddy Waters kennen, der sie schließlich engagierte. Sie traten als „Muddy Waters, Jr. Band“ auf, wenn Waters außerhalb spielte. Seinen Spitznamen „Mojo“ erhielt er von seinen Fans in einer Bar in St. Paul, die von seiner Version von „Got My Mojo Working“ nicht genug bekommen konnten.
1962 zog Buford nach Minneapolis, wo er zahlreiche Aufnahmen mit ihm entstanden. 1963 trat er auch mit Ray Charles auf.
1967 (für ein Jahr) spielte Buford wiederum in der Band von Muddy Waters und war auch mit ihm auf Tour, u. a. in Australien und Europa. Anfang der 1970er Jahre ersetzte er Jerry Portnoy, als dieser die Muddy Waters Band verließ, um bei der Legendary Blues Band mitzumachen. 1979 tourte er mit eigener Band. Auch später entstanden mehrere Alben unter eigenem Namen.

## Diskografie
- The Exciting Harmonica Sound of Mojo Buford (1963)
- Mojo Buford’s Blues Summit (1979)
- State of the Blues Harp (1989)
- Back Home to Clarksdale (mit der Reunion Blues Band) (1996)
- Still Blowin’ Strong (1996)
- Harpslinger (1996)
- Home Is Where My Harps Is (1998)
- Soul of Tthe Blues Harp (1998)
- Champagne and Reefer (1999)
- Chicago Blues Summit (2002)